# الن آلبرتینی دو
الن آلبرتینی داو (انگلیسی: Ellen Albertini Dow؛ زادهٔ ۱۶ نوامبر ۱۹۱۳ - درگذشته ۴ مهٔ ۲۰۱۵) یک هنرپیشه اهل ایالات متحده آمریکا بود.

## گزیده فیلمشناسی
از فیلم‌ها یا برنامه‌های تلویزیونی که وی در آن نقش داشته‌است می‌توان به آثار زیر اشاره کرد.
- راهبه بدلی (۱۹۹۲)
- ۵۴ (فیلم) (۱۹۹۸)
- پچ آدامز (فیلم) (۱۹۹۸)
- خواننده عروسی (۱۹۹۸)
- سفر جاده‌ای (فیلم) (۲۰۰۰)
- مهمانان ناخوانده عروسی (۲۰۰۵)
- دختران زرین (۱۹۸۸، ۱۹۹۱)
- پیشتازان فضا: نسل بعدی (۱۹۹۳)
- بخش فوریت‌های پزشکی (مجموعه تلویزیونی) (۱۹۹۵)
- ساینفلد (۱۹۹۵)
- داستان‌های باورنکردنی (۱۹۹۷)
- شش فوت زیر زمین (۲۰۰۵)
- هانا مونتانا (۲۰۰۶)
- خیابان تنهایی (۲۰۰۸)
- بی‌شرم (مجموعه تلویزیونی آمریکایی) (۲۰۱۱)
- مهمانان ناخوانده عروسی